# Ramienskoje
Ramienskoje (ros. Раменское) – miasto w Rosji, w obwodzie moskiewskim, nad Jeziorem Borysoglebskim. Liczba mieszkańców w 2021 wynosiła 123,5 tys.

## Historia
Pierwsza wzmianka z 1328 r., w gramocie księcia moskiewskiego Iwana Kality. W 1628 w dokumentach kościelnych po raz pierwszy wspomniano o jeziorze, a w 1831 r. powstała w miejscowości fabryka tekstyliów. Prawa miejskie od 1926 r. W latach 1926–1929 stolica powiatu (ujezdu) bronnickiego.
W 1980 roku dla potrzeb radzieckiego programu budowy wahadłowca „Buran” między Ramienskoje a miastem Żukowski zbudowano doświadczalne lotnisko „Ramienskoje”, które należy obecnie do Instytutu Lotów Doświadczalnych im. Gromowa z siedzibą w Żukowskim, regionalne połączenia lotnicze realizuje ASK MCzS Rosii.

## Sport
- Saturn Ramienskoje – klub piłkarski
- Favorit-Ramienskoje – klub badmintonowy
- Borysoglebski Pałac Sportu otwarty w 2008